# Hans Simonsson (amiral)
Hans Viktor Simonsson, född 3 augusti 1880 i Holms församling i Älvsborgs län, död 16 juli 1965, var en svensk sjöofficer (viceamiral) och 1942–1945 befälhavande amiral i Ostkustens marindistrikt.

## Biografi
Hans Simonsson var son till trafikdirektör Viktor Simonsson och Hanna Forssman. Han blev underlöjtnant i flottan 1901, löjtnant 1903 och kapten 1910. År 1920 blev Simonsson kommendörkapten av andra graden och 1925 kommendörkapten av första graden. Han blev han kommendör 1931 och konteramiral 1936. Simonsson deltog 1913 i vissa ubåtsprov i La Spezia i Italien och förordnades till medlem av kommissionen för utredning av viss undervattensbåtstyp 1914. Åren 1919–1923 var Simonsson chef för torpeddepartementet i Karlskrona, och var 1923–1929 förordnad ledamot av Marinförvaltningen och chef för dess torpedavdelning. Åren 1928–1933 var han förordnad inspektör för undervattensvapnet och var 1932–1933 flaggkapten i chefens för kustflottans stab. År 1933 blev Simonsson chef för Sjöförsvarets kommandoexpedition och 1938–1942 befälhavande amiral i Sydkustens marindistrikt. År 1945 utnämndes Simonsson slutligen till viceamiral och placerades i reserven.
År 1916 utgav Simonsson skriften Vilka fordringar böra ställas på för flottan lämpliga undervattensbåtar?. Han var ledamot av Kungliga Örlogsmannasällskapet, från 1917 som vanlig ledamot och 1938 som hedersledamot, och ledamot av Kungliga Krigsvetenskapsakademien från 1931.
Simonsson gifte sig 1912 med Märta Margareta (Greta) Holm (1890–1971), dotter till slottsfogden kapten Carl Holm och Märta Brunau. Deras son var regeringsrådet Lars Simonsson. Makarna Simonsson är begravda på Galärvarvskyrkogården i Stockholm.

## Utmärkelser
- Kommendör med stora korset av Svärdsorden, 15 november 1945.[9]
- Kommendör av första klassen av Svärdsorden, 15 november 1937.[10]
- Riddare av första klassen av Svärdsorden, 1922.[11]
- Riddare av Nordstjärneorden, 1933.[12]
- Riddare av första klassen av Vasaorden, 1925.[13]
- Storkorset av Polska Polonia Restituta, tidigast 1945 och senast 1947.[14][4]
- Kommendör av andra klass av Polska Polonia Restituta, tidigast 1931 och senast 1940.[15][16]
- Tyska örnens orden (med grad som på svenska angivits som Storofficer), tidigast 1937 och senast 1940.[16]
- Kommendör av andra graden av Danska Dannebrogorden, tidigast 1925 och senast 1931.[17][15]
- Kommendör av andra klassen av Finlands Vita Ros’ orden, tidigast 1931 och senast 1940.[15][16]
- Riddare av Italienska Sankt Mauritius- och Lazarusorden, tidigast 1909 och senast 1915.[18][19]